# Бретень (Ботошань)
Бретень, Бретені (рум. Brăteni) — село у повіті Ботошані в Румунії. Входить до складу комуни Добирчень.
Село розташоване на відстані 387 км на північ від Бухареста, 29 км на північний схід від Ботошань, 88 км на північний захід від Ясс.

## Населення
За даними перепису населення 2002 року у селі проживали 784 особи, усі — румуни. Усі жителі села рідною мовою назвали румунську.